# 獨家新聞!
《資訊Presenter 獨家新聞！》（日语：情報プレゼンター とくダネ!），通稱獨家新聞！（とくダネ!）是富士電視台聯播網在1999年4月1日至2021年3月26日在平日早晨播出的一個資訊節目，主持人是小倉智昭。2010年12月3日，該節目迎來播出第3000集。2018年9月17日，該節目迎來播出第5000集。自2001年2月開始，《獨家新聞！》穩定獲得同時段收視率第一，收視率一度穩定在10%。這一局面維持至2010年。2011年7月18日，該節目創出16.4%的最高收視率記錄。
2021年3月26日，因小倉智昭引退，節目完結，由《鬧鐘8》接檔。

## 外部連結
- とくダネ！ （页面存档备份，存于）
- WEBとくダネ!的X（前Twitter）
- とくダネ!的Facebook專頁
- とくダネ!的Instagram帳戶
- YouTube上的とくダネ!チャンネル頻道